# Rakvere (stacja kolejowa)
Rakvere (est: Rakvere raudteejaam) – stacja kolejowa w Rakvere, w prowincji Virumaa Zachodnia, w Estonii. Znajduje się na linii kolejowej Tallinn-Narwa.